# Oran McPherson
Oran Leo "Tony" McPherson (Kingsman, Kansas, 12 de abril de 1886 - Victoria, Colúmbia Britânica, 23 de maio de 1949) foi membro da Assembléia Legislativa de Alberta por Little Bow de 1921 a 1935 como membro da United Farmers of Alberta.

## Início da vida
Ele nasceu em Kingsman, Kansas, Estados Unidos em 1886 e frequentou a Universidade de Illinois antes de se mudar para Alberta em 1906.

## Carreira política
Ele serviu como orador (presidente) da assembléia de 1922 a 1926. Ele também serviu posteriormente como Ministro das Obras Públicas.
Em 1932, ele teve um divórcio desagradável que fez manchetes nos jornais de Alberta. Este foi um dos eventos que prejudicaram o United Farmers e deu a eles a reputação de serem afligidos pela decadência moral que ajudaria a levar o partido à sua morte em 1935 nas mãos do Crédito Social.